# Парови (3. сезона)
Парови 3 је трећа сезона српског ријалити-шоуа Парови. Сезона се приказивала од 8. марта 2015. до 28. јуна 2015. године на каналу Happy. Трајала је 112 дана. Водитељи треће сезоне су Бојана Ристивојевић, Иван Иванов, Миомира Драгићевић „Комшиница Зага”, Предраг Дамњановић „Мајстор Курбла”, Ивана Савић, Владана Савовић и Миломир Марић. Учесници који се такмиче називају се парови.
Победник треће сезоне је Ненад Маринковић „”, јутјубер, ријалити учесник и певач који је освојио главну награду у износу од 40.000 евра. Другопласирана је Јелена Голубовић, редитељка, глумица и ријалити учесница која је освојила награду у износу од 20.000 евра. Треће место које је заузео Илија Граховац „Змај од Шипова” и четврто место које је заузела Сенада Нуркић „Маца Дискреција”, освојили су награду у износу од 10.000 евра. Сви остали финалисти треће сезоне, освојили су награду у износу од додатних 5.000 евра.
Од треће сезоне ријалити шоуа, формат се у потпуности мења. Парове су углавном чинили анонимни, самостални учесници уместо емотивних партнера. Трећа сезона добија жестоке критике критичара и гледалаца, како због вербалних и физичких сукоба између парова, тако и због честих експлицитних сцена. Поред многобројних критика, трећа сезона бележи огромну гледаност, док Happy током приказивања ријалити-шоуа постаје најгледанији канал у Србији. Након приказивања експлицитних сцена, Happy је кажњен забраном приказивања ријалити-шоуа у року од једног дана.

## Формат
Парови је такмичарски-шоу у којем група такмичара, названа парови, живи у прилагођеној „вили” (у ствари постављеној у згради канала Happy), непрестано под видео надзором. Док су у вили, такмичари су потпуно изоловани од спољног света, што значи да нема телефона, телевизије, интернета, часописа, новина или контакта са онима који нису у вили. Ово правило би се, међутим, могло прекршити у случају медицинске повреде, породичне нужде или смрти. Формат шоуа углавном се доживљава као друштвени експеримент и захтева да парови комуницирају са другима који могу имати различите идеале, уверења и предрасуде. Иако су закључани у кући, парови могу напустити такмичење. Ако би учесник прекршио правила такмичења, могао би бити избачен из виле. Учесници се такмиче за главну награду чија вредност варира током сезоне. Вила у којој се учесници налазе садржи потпуно опремљену кухињу, двориште, спаваћу собу, купатило, као и велику дневну собу, велики базен и тајну собу. Учесници су углавном из разних држава са Балкана.
Велика вила налази се у београдском делу града, Земуну. Вила садржи велику спаваћу собу са 24 кревета, велику опремљену кухињу, велику дневну собу, две туш кабине, два тоалета, тајну собу, три собе за изолацију, велики базен и велико двориште. Име виле у којој се такмичари налазе је „Вила парова”.
Током дана, парови имају игре у којима победник добија одређену награду. У време вечерњих емисија, водитељи ријалити-шоуаа долазе у програм и, често са гостима које чине новинари, постављају паровима питања, како из спољног тако и из живота у ријалитију.

## Парови
| Име                               | Занимање                               | Резултат         |
| --------------------------------- | -------------------------------------- | ---------------- |
| Ненад Маринковић „”               | Јутјубер, ријалити учесник и певач     | Победник         |
| Јелена Голубовић                  | Редитељка, глумица и ријалити учесница | Другопласирана   |
| Илија Граховац „Змај од Шипова”   | Ријалити учесник                       | Треће место      |
| Сенада Нуркић „Маца Дискреција”   | Ријалити учесница и певачица           | Четврто место    |
| Александар Пожгај                 | Политичар и ријалити учесник           | Пето место       |
| Ружица Вељковић                   | Модел, певачица и ријалити учесница    | Шесто место      |
| Јована Томић „Матора”             | Ријалити учесница                      | Седмо место      |
| Наташа Шавија                     | Модна креаторка и певачица             | Осмо место       |
| Томислав Јовановић „Тома Пантерс” | Певач и ријалити учесник               | Девето место     |
| Тијана „Ајфон” Максимовић         | Ријалити учесница                      | Десето место     |
| Савка Газивода „Сашка Каран”      | Певачица и ријалити учесница           | Једанаесто место |
| Игор „” Костић                    | Певач                                  | Избачен          |
| Витомир Томић „Вита Тарот”        | Ријалити учесник                       | Избачен          |
| Хауреје Амината „Ејми”            | Манекенка и ријалити учесница          | Избачена         |
| Велимир Станимировић              | Глумац                                 | Избачен          |
| Милица Живановић „Мими Оро”       | Ријалити учесница                      | Избачена         |
| Филип Ђукић                       | Модел и ријалити учесник               | Избачен          |
| Јасна Јанковић                    | Фитнес инструкторка и модел            | Избачена         |
| Ангела Чик                        | Ријалити учесница                      | Избачена         |
| Слађа                             | Ријалити учесница                      | Избачена         |
| Вељко Дабетић                     | Ријалити учесник                       | Избачен          |
| Јасмин Невенкић                   | Ријалити учесник                       | Избачен          |
| Мирослав Анђелић „Кинез”          | Ријалити учесник                       | Избачен          |
| Марко Перовић                     | Менаџер и ријалити учесник             | Избачен          |
| Јована Ристивојевић               | Глумица                                | Избачена         |
| Јовица Вејиновић                  | Певач                                  | Избачен          |
| Борислав „Бора” Дрљача            | Певач и ријалити учесник               | Избачен          |
| Лепава Мушовић „Лепа Лукић”       | Певачица и ријалити учесница           | Избачена         |
| Хасан Дудић                       | Певач                                  | Дисквалификован  |
| Ивона Неговановић „Цуца”          | Певачица                               | Избачена         |
| Нела Видаковић                    | Певачица                               | Избачена         |
| Ема Лапин                         | Певачица                               | Избачена         |
| Кристина Марковић „Атина Ферари”  | Плесачица и певачица                   | Дисквалификована |
| Вукадин Гојковић „Вук Моб”        | Репер                                  | Изашао           |
| Иван Маринковић                   | Ријалити учесник                       | Избачен          |
| Славиша Лазић „Ђанкарло”          | Ријалити учесник                       | Избачен          |
| Зорица Марковић                   | Певачица и ријалити учесница           | Изашла           |

## Историја гласања
| Гастоз     | није био у вили  | није био у вили  | није био у вили  | непознато        | непознато         | непознато         | непознато         | непознато         | непознато         | непознато         | непознато         | непознато | непознато | непознато         | непознато          | непознато           | Победник (112. дан)         | Победник (112. дан)         | Победник (112. дан)         |                     |                     |                     |                     |
| Јелена     | непознато        | непознато        | непознато        | непознато        | непознато         | непознато         | непознато         | непознато         | непознато         | непознато         | непознато         | непознато | непознато | непознато         | непознато          | непознато           | Другопласирана (112. дан)   | Другопласирана (112. дан)   | Другопласирана (112. дан)   |                     |                     |                     |                     |
| Змај       | није био у вили  | није био у вили  | непознато        | непознато        | непознато         | непознато         | непознато         | непознато         | непознато         | непознато         | непознато         | непознато | непознато | непознато         | непознато          | непознато           | Треће место (112. дан)      | Треће место (112. дан)      | Треће место (112. дан)      |                     |                     |                     |                     |
| Маца       | непознато        | непознато        | непознато        | непознато        | непознато         | непознато         | непознато         | непознато         | непознато         | непознато         | непознато         | непознато | непознато | непознато         | непознато          | непознато           | Четврто место (112. дан)    | Четврто место (112. дан)    | Четврто место (112. дан)    |                     |                     |                     |                     |
| Александар | није био у вили  | није био у вили  | није био у вили  | није био у вили  | није био у вили   | није био у вили   | није био у вили   | није био у вили   | није био у вили   | непознато         | непознато         | непознато | непознато | непознато         | непознато          | непознато           | Пето место (112. дан)       | Пето место (112. дан)       | Пето место (112. дан)       |                     |                     |                     |                     |
| Ружица     | непознато        | непознато        | непознато        | непознато        | непознато         | непознато         | непознато         | непознато         | непознато         | непознато         | непознато         | непознато | непознато | непознато         | непознато          | непознато           | Шесто место (112. дан)      | Шесто место (112. дан)      | Шесто место (112. дан)      |                     |                     |                     |                     |
| Матора     | непознато        | непознато        | непознато        | непознато        | непознато         | непознато         | непознато         | непознато         | непознато         | непознато         | непознато         | непознато | непознато | непознато         | непознато          | непознато           | Седмо место (112. дан)      | Седмо место (112. дан)      | Седмо место (112. дан)      |                     |                     |                     |                     |
| Наташа     | није била у вили | није била у вили | није била у вили | није била у вили | није била у вили  | није била у вили  | није била у вили  | није била у вили  | непознато         | непознато         | непознато         | непознато | непознато | непознато         | непознато          | непознато           | Осмо место (112. дан)       | Осмо место (112. дан)       | Осмо место (112. дан)       |                     |                     |                     |                     |
| Тома       | непознато        | непознато        | непознато        | непознато        | непознато         | непознато         | непознато         | непознато         | непознато         | непознато         | непознато         | непознато | непознато | непознато         | непознато          | непознато           | Девето место (112. дан)     | Девето место (112. дан)     | Девето место (112. дан)     |                     |                     |                     |                     |
| Тијана     | није била у вили | није била у вили | није била у вили | није била у вили | није била у вили  | непознато         | непознато         | непознато         | непознато         | непознато         | непознато         | непознато | непознато | непознато         | непознато          | непознато           | Десето место (112. дан)     | Десето место (112. дан)     | Десето место (112. дан)     |                     |                     |                     |                     |
| Сашка      | није била у вили | није била у вили | није била у вили | није била у вили | није била у вили  | није била у вили  | није била у вили  | није била у вили  | није била у вили  | није била у вили  | није била у вили  | непознато | непознато | непознато         | непознато          | непознато           | Једанаесто место (112. дан) | Једанаесто место (112. дан) | Једанаесто место (112. дан) |                     |                     |                     |                     |
| Игор       | непознато        | непознато        | непознато        | непознато        | избачен (28. дан) | избачен (28. дан) | избачен (28. дан) | избачен (28. дан) | избачен (28. дан) | избачен (28. дан) | избачен (28. дан) | непознато | непознато | непознато         | непознато          | непознато           | избачен (112. дан)          | избачен (112. дан)          | избачен (112. дан)          | избачен (112. дан)  | избачен (112. дан)  | избачен (112. дан)  | избачен (112. дан)  |
| Вита       | непознато        | непознато        | непознато        | непознато        | непознато         | непознато         | непознато         | непознато         | непознато         | непознато         | непознато         | непознато | непознато | непознато         | непознато          | непознато           | избачен (111. дан)          | избачен (111. дан)          | избачен (111. дан)          | избачен (111. дан)  | избачен (111. дан)  | избачен (111. дан)  | избачен (111. дан)  |
| Ејми       | није била у вили | није била у вили | није била у вили | није била у вили | није била у вили  | није била у вили  | није била у вили  | није била у вили  | није била у вили  | није била у вили  | непознато         | непознато | непознато | непознато         | непознато          | непознато           | избачена (109. дан)         | избачена (109. дан)         | избачена (109. дан)         | избачена (109. дан) | избачена (109. дан) | избачена (109. дан) | избачена (109. дан) |
| Велимир    | није био у вили  | није био у вили  | није био у вили  | није био у вили  | није био у вили   | није био у вили   | није био у вили   | није био у вили   | није био у вили   | није био у вили   | није био у вили   | непознато | непознато | непознато         | непознато          | непознато           | избачен (107. дан)          | избачен (107. дан)          | избачен (107. дан)          | избачен (107. дан)  | избачен (107. дан)  | избачен (107. дан)  | избачен (107. дан)  |
| Мими Оро   | непознато        | непознато        | непознато        | непознато        | непознато         | непознато         | непознато         | непознато         | непознато         | непознато         | непознато         | непознато | непознато | непознато         | непознато          | непознато           | избачена (106. дан)         | избачена (106. дан)         | избачена (106. дан)         | избачена (106. дан) | избачена (106. дан) | избачена (106. дан) | избачена (106. дан) |
| Филип      | није био у вили  | није био у вили  | није био у вили  | није био у вили  | није био у вили   | није био у вили   | није био у вили   | није био у вили   | непознато         | непознато         | непознато         | непознато | непознато | непознато         | непознато          | избачен (103. дан)  | избачен (103. дан)          | избачен (103. дан)          | избачен (103. дан)          | избачен (103. дан)  | избачен (103. дан)  | избачен (103. дан)  |                     |
| Јасна      | није био у вили  | није био у вили  | није био у вили  | није био у вили  | није био у вили   | није био у вили   | није био у вили   | није био у вили   | није био у вили   | непознато         | непознато         | непознато | непознато | непознато         | непознато          | избачена (102. дан) | избачена (102. дан)         | избачена (102. дан)         | избачена (102. дан)         | избачена (102. дан) | избачена (102. дан) | избачена (102. дан) |                     |
| Ангела     | није била у вили | није била у вили | није била у вили | није била у вили | није била у вили  | није била у вили  | није била у вили  | није била у вили  | није била у вили  | није била у вили  | није била у вили  | непознато | непознато | непознато         | непознато          | избачена (100. дан) | избачена (100. дан)         | избачена (100. дан)         | избачена (100. дан)         | избачена (100. дан) | избачена (100. дан) | избачена (100. дан) |                     |
| Слађа      | није била у вили | није била у вили | није била у вили | није била у вили | није била у вили  | није била у вили  | није била у вили  | није била у вили  | није била у вили  | није била у вили  | није била у вили  | непознато | непознато | непознато         | избачена (98. дан) | избачена (98. дан)  | избачена (98. дан)          | избачена (98. дан)          | избачена (98. дан)          | избачена (98. дан)  | избачена (98. дан)  |                     |                     |
| Вељко      | није био у вили  | није био у вили  | није био у вили  | није био у вили  | није био у вили   | није био у вили   | није био у вили   | није био у вили   | није био у вили   | није био у вили   | није био у вили   | непознато | непознато | избачен (91. дан) | избачен (91. дан)  | избачен (91. дан)   | избачен (91. дан)           | избачен (91. дан)           | избачен (91. дан)           | избачен (91. дан)   |                     |                     |                     |